# Mikojan
Mikojan, odnosno Mikojan-Gurjevič, poznatiji kao MiG (ruski: Микоян и Гуревич, МиГ), danas Ruska zrakoplovna korporacija "MiG" (ruski: Российская самолетостроительная корпорация "МиГ"), ruski je projektni ured za vojne zrakoplove, prvenstveno za lovce. Radi se o bivšem sovjetskom projektnom uredu koji su osnovali Artem Mikojan i Mihail Gurjevič kao "Mikojan-Gurjevič" (kratica "MiG"). Poslije Mikojanove smrti 1970., Gurjevičevo ime ispušteno je iz naziva studija, iako je kratica ostala ista.
Ruska vlada planira spojiti MiG s Iljušinom, Irkutom, Suhojem, Tupoljevom i Jakovljevom u novu kompaniju pod nazivom Ujedinjena zrakoplovna korporacija (ruski Объединённая авиастроительная корпорация).

## Popis MiG-ovih zrakoplova

### Proizvodnja
- MiG-1, 1940.
- MiG-3, 1941.
- MiG-5, 1942.
- MiG-7, 1944.
- MiG-9, 1947.
- MiG-15, 1948.
- MiG-17, 1954.
- MiG-19, 1955., MiG-ov prvi nadzvučni lovac
- MiG-21, 1960.
- MiG-23, 1970.
- MiG-25, 1970.
- MiG-27, 1975., razvijen na osnovu MiG-23.
- MiG-29, 1983.,
- MiG-31, 1983., zamijenio MiG-25.
- MiG-33, 1989., poboljšana inačica MiG-29, također poznat kao MiG-29M.
- MiG-35, 2005., novi zrakoplov, potpuno razvijen na MiG-29M/M2 i MiGu-29K/KUB tehnologiji.

### Eksperimentalni
- MiG-8, 1945.
- MiG I-250 (N), 1945. (aka "MiG-13")
- MiG I-270, 1946.
- MiG-AT, 1992.
- MiG-110, 1995.
- MiG MFI objekt 1.44/1.42 'Flatpack', 1986. – 2000.
- MiG LFI project
- MiG-105 Spiral, 1965.
- MIG ARA-107

## Vanjske poveznice
- (en) Službene stranice MiG  Arhivirana inačica izvorne stranice od 5. siječnja 2010. (Wayback Machine)